# Radíkovice
Radíkovice település Csehországban, a Hradec Králové-i járásban. Radíkovice Těchlovice, Libčany, Radostov, Hrádek és Dolní Přím településekkel határos. Lakosainak száma 203 fő (2024. január 1.).

## Népesség
A település lakosságának változását az alábbi diagram mutatja:
| Lakosok száma | 234  | 207  | 228  | 147  | 142  | 176  | 190  | 183  | 216  | 203  |
|               | 1869 | 1900 | 1921 | 1961 | 1980 | 2011 | 2016 | 2019 | 2021 | 2024 |